# 浦港区域
浦港区域（ポハンくいき）は、朝鮮民主主義人民共和国咸鏡北道清津市に属する区域。同市の中心部に所在する。

## 行政区画
14洞を管轄する。
- 南江一洞（ナムガンイルトン）
- 南江二洞（ナムガンイドン）
- 南江三洞（ナムガンサムドン）
- 南郷洞（ナミャンドン）
- 北郷洞（プキャンドン）
- 産業洞（サノプトン）
- 水北一洞（スブギルトン）
- 水北二洞（スブギドン）
- 水北三洞（スブクサムドン）
- 水源一洞（スウォニルトン）
- 水源二洞（スウォニドン）
- 青松一洞（チョンソンイルトン）
- 青松二洞（チョンソンイドン）
- 青松三洞（チョンソンサムドン）

## 歴史
浦港区域は1960年に設置された。

### 年表
この節の出典
- 1960年10月 - 咸鏡北道清津市南江洞・南郷洞・民主洞をもって、清津市浦港区域を設置。(5洞)
  - 南江洞の一部が分立し、水北洞が発足。
  - 民主洞が分割され、青松洞・水源洞が発足。
- 1963年11月 - 清津市の昇格に伴い、清津直轄市浦港区域となる。(12洞)
  - 南江洞が分割され、南江一洞・南江二洞が発足。
  - 水源洞が分割され、水源一洞・水源二洞が発足。
  - 青松洞が分割され、青松一洞・青松二洞・青松三洞が発足。
  - 水北洞が分割され、水北一洞・水北二洞・水北三洞が発足。
  - 南郷洞の一部が分立し、北郷洞が発足。
- 1967年 - 南江二洞・青松一洞の各一部が合併し、南江三洞が発足。(13洞)
- 1970年7月 - 清津直轄市の降格に伴い、咸鏡北道清津市浦港区域となる。(13洞)
- 1972年7月 - 清津市青岩区域青岩一洞・青岩二洞・稷下里の各一部が合併し、産業洞が発足。(14洞)
- 1977年11月 - 清津市の昇格に伴い、清津直轄市浦港区域となる。(14洞)
- 1985年7月 - 清津直轄市の降格に伴い、咸鏡北道清津市浦港区域となる。(14洞)

## 交通
- 平羅線・咸北線・清津港線
  - 清津青年駅